# Tashkent Open 2014
Il  Tashkent Open 2014 è stato un torneo di tennis giocato all'aperto sul cemento. Questa è stata la 16ª edizione dell'evento e fa parte della categoria International del WTA Tour 2014. Il Tashkent Open si è giocato dall'8 al 13 settembre 2014 al Tashkent Tennis Center di Tashkent in Uzbekistan.

## Partecipanti

### Teste di serie
| Nazionalità | Giocatrice         | Ranking* | Testa di serie |
| ----------- | ------------------ | -------- | -------------- |
| Serbia      | Bojana Jovanovski  | 36       | 1              |
| Romania     | Irina-Camelia Begu | 61       | 2              |
| Italia      | Karin Knapp        | 71       | 3              |
| Spagna      | Lara Arruabarrena  | 75       | 4              |
| Croazia     | Donna Vekić        | 79       | 5              |
| Giappone    | Misaki Doi         | 90       | 6              |
| Germania    | Anna-Lena Friedsam | 100      | 7              |
| Montenegro  | Danka Kovinić      | 106      | 8              |

* Ranking al 25 agosto 2014.

### Altre partecipanti
Giocatrici che hanno ricevuto una Wild card:
- Nigina Abduraimova
- Akgul Amanmuradova
- Jeļena Ostapenko

Giocatrici passate dalle qualificazioni:

- Margarita Gasparjan
- Ljudmyla Kičenok
- Lesia Tsurenko
- Maryna Zanevs'ka

## Campionesse

### Singolare
Karin Knapp ha battuto in finale  Bojana Jovanovski con il punteggio di 6–2, 7–6(4).
- È il primo titolo Wta in carriera per l'italiana.

### Doppio
Aleksandra Krunić /  Kateřina Siniaková hanno battuto  Margarita Gasparjan /  Aleksandra Panova con il punteggio di 6–2, 6–1.